# 根塔爾瓦瑟河
46°42′50″N 8°15′55″E / 46.71395°N 8.26515°E

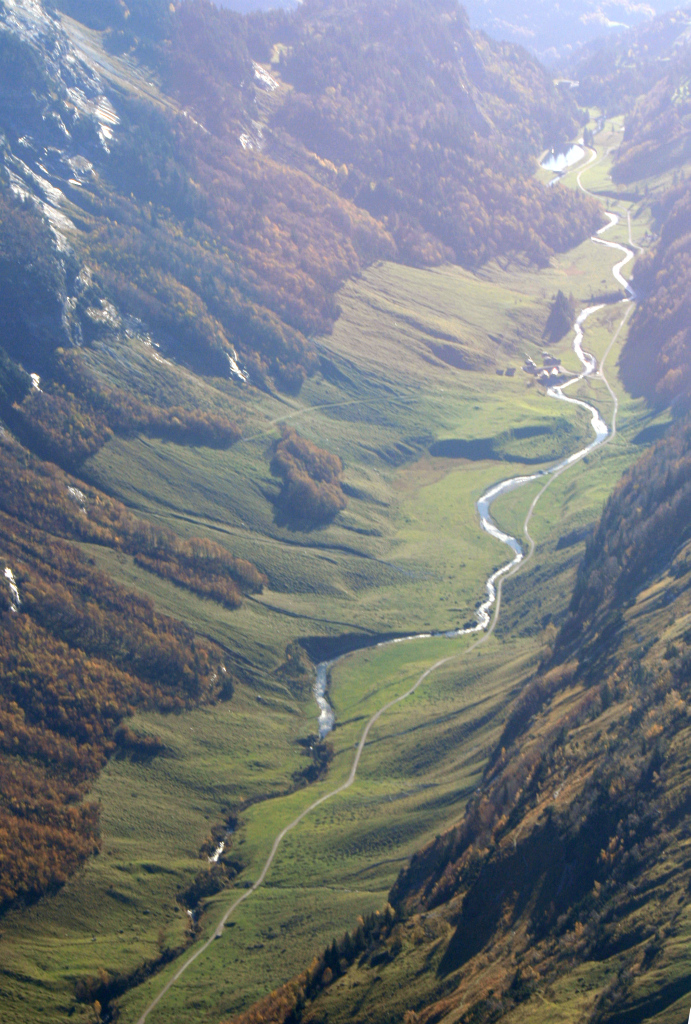

根塔爾瓦瑟河是瑞士的河流，位於該國中西部，流經伯恩州，屬於加德默瓦瑟河的右支流，河道全長13.6公里，流域面積39.7平方公里，發源自恩斯特倫湖，河口處在因內特基爾興。